# Ahmed Djellil
Ahmed Djellil (* 1. März 1944) ist ein ehemaliger algerischer Radrennfahrer.

## Sportliche Laufbahn
Djellil begann mit dem Radsport im Verein Vélo Club de Bir Mourad Raïs. 1963 siegte er im Eintagesrennen um den Großen Preis der Unabhängigkeit und wurde nach diesem Sieg in die Nationalmannschaft berufen.
1965 gewann er die Goldmedaille im Straßenrennen bei den Afrikaspielen vor seinem Landsmann Tahar Zaâf. Mit der algerischen Mannschaft gewann er auch Gold im Mannschaftszeitfahren.
1965 gehörte er zur ersten Mannschaft Algeriens, die an der Internationalen Friedensfahrt teilnahm. Er schied in dem Etappenrennen nach einem Sturz auf der 11. Etappe aus. 1966 startete er erneut und wurde 72. des Klassements, 1967 dann 60. und 1969 schied er aus.

## Berufliches
Nach seiner aktiven Laufbahn wurde er Trainer in seinem heimatlichen Verein und war Nationaltrainer in Algerien und Funktionär im Radsport.